# 純水アドレッセンス
『純水アドレッセンス 』は、かずまこをによる日本の漫画作品。『コミック百合姫』（一迅社）にてvol.6 とvol.9からvol.14まで連載された。全1巻。

## あらすじ
保健室の先生である松本先生と、生徒であるななおの、恋愛を描いた漫画。

## 登場人物
奥村ななお
本作の主人公。
松本先生
保健室の先生。
花田かおるこ先生
学生時代、先生に告白し振られている。
あびちゃん
卵焼きが好き。
キーコ（磐木）
あびちゃんが好き。
大沢
めがねをかけた男の子。
キヨ
ななおを好きな同級生。ななおと松本先生がつきあっていることを知っている。